# Julia Tidigs
Julia Katarina Tidigs, född 1979, är en finländsk litteraturforskare verksam vid Åbo Akademi. 
Hon disputerade 2014 på Åbo Akademi i litteraturhistoria  på avhandlingen Att skriva sig över språkgränserna. Flerspråkighet i Jac Ahrenbergs och Elmer Diktonius prosa  om flerspråkighetens estetiska och politiska verkningar i Ahrenbergs och Diktonius prosa.
Julia Tidigs har varit verksam som litteraturkritiker i Hufvudstadsbladet. Hon har arbetat sedan 2015 som forskare vid Svenska litteratursällskapets i Finland litteraturvetenskapliga nämnd och blev 2021 docent i nordisk litteratur på Helsingfors universitet.